# Prvo doba
Prvo doba ili Prvo doba Ilúvatarove djece herojsko je razdoblje u izmišljenom svijetu J. R. R. Tolkiena tijekom kojeg se zbiva većina Tolkienovih ranih priča. Ove priče kasnije je priredio i u Silmarillionu objavio piščev sin Christopher Tolkien. Ova građa je podloga Gospodaru prstenova jer se upravo u njoj nalaze mnogi uzroci koji su doveli do Rata za Prsten.

## Pregled
Kako je pojašnjeno u Silmarillionu, Prvo doba započinje buđenjem Vilenjaka, a završava bitkom između vojski Valinora i Belerianda s jedne strane te Morgothovih vojski s druge strane koja je svršena Morgothovim konačnim svrgavanjem. U ovo doba ubraja se dugo razdoblje Godina Drveća, te otprilike 590 Godina Sunca. Ovisno o izboru odgovarajuće duljine naše standardne godine u odnosu na ove izmišljene godine, koje je i sam Tolkien u više navrata mijenjao, ovo razdoblje obuhvaća između 4902 i 65390 sunčevih godina. Veći broj se izvodi uz pomoć Dodataka u Gospodaru prstenova i kasnijim zapisima, dok se manji broj može dobiti uz pomoć ranijih zapisa. Prvo doba poznato je i kao Drevni Dani, iako je ovaj naziv u Četvrtom dobu korišten za sva tri prethodna zajedno.
Često se početak Prvog doba pogrešno stavlja u isto vrijeme kad je započelo "Prvo Doba Sunca", tj. kad je po prvi put izašlo Sunce. Ovo se ne spominje niti u jednom Tolkienovu zapisu, a u suprotnosti je i s izričitom tvrdnjom da je Prvo doba bilo najduže.
Tolkien prvenstveno opisuje događaje iz Belerianda, ili njegovim riječima, "šest posljednjih stoljeća Prvog doba." Svi opisani događaji iz ovog doba su o nizu ratova između Sindara, Noldora i Triju kuća Edaina protiv vojski Angbanda i zlih Ljudi s istoka. Ovi ratovi s Morgothom su trajali od samog buđenja Vilenjaka, ali su tek nakon povratka iz Valinora Noldori, a među njima osobito Fëanorovi sinovi, imali izričitu namjeru poraziti Gospodara tame.

## Bitke
Velike bitke Prvog doba su:
- Prva bitka Belerianda, bez nekog posebnog imena, odigrala se prije povratka Noldora između Sindara i Morgothovih sljedbenika. Denethor, kralj Laiquenda, poginuo je u ovoj bitci, što je Laiquende navelo na trajnu uzdržanost od ratova s Morgothom. Nakon toga podizanjem Melianina pojasa Doriath je zaštićen od Morgothovih napada. Gradovi Falasa ostali su pod opsadom do Dagor-nuin-Giliatha.
- Dagor-nuin-Giliath (Bitka-pod-zvijezdama, ovako nazvana jer se dogodila prije izlaska Sunca) odigrala se uskoro nakon dolaska Noldora. Morgoth je poslao vojsku iz Angbanda u napad na Noldore netom utaborene u Hithlumu, no Vilenjaci su odbili ovaj napad. Umoren je Fëanor.
- Dagor Aglareb (Veličanstvena bitka) vođena oko 60 godina nakon povratka Noldora. Morgoth je ponovo bezuspješno napao Noldore. Noldori su gonili ostatke poražene vojske do nadomak Angbanda. U ovoj bitci prvi se put pojavljuje Morgothov zmaj Glaurung.
- Dagor Bragollach (Bitka iznenadnog plamena) započela je izlijevanjem goleme plamene rijeke iz Angbanda koja je desetkovala Noldore i zeleni Ard-galen zauvijek opustošila pretvorivši ga u Anfauglith, Prah koji guši. Nakon ove bitke rat zapravo nikad nije prestao, iako se dolazak proljeća, koji je donio prorjeđivanje napada, smatra krajem ove bitke.
- Nírnaeth Arnoediad (Suze nebrojene) prva je bitka koju su započeli Noldori. Maedros je u bitku protiv Morgotha pozvao sve slobodne narode, pridružili su mu se Vilenjaci, Edaini, Patuljci te Bórova i Ulfangova kuća Istočnjaka. Vilenjaci su sa saveznicima došli do Angbanda, ali je zavodljivi Morgoth pokazao svoju snagu u Ulfangovoj izdaji. Izgubljen je Hithlum, Fëanorovi sinovi su raštrkani, a žitelji Belerianda desetkovani. Orci su na jednu hrpu nasred Anfauglitha dovukli sve poginule Vilenjake i Ljude i njihovu opremu u gomilu kasnije nazvanu Haudh-en-Nirnaeth, Brijeg suza.
- Gnjevni rat odigrao se nakon što je Eärendil doplovio u Valinor i uvjerio Valare da pomognu Ilúvatarovoj djeci. Valari su predvodili vojsku Maiara, Vanyara i Noldora koji su bili ostali u Valinoru. Teleri su zbog davnog rodoubojstva Noldora odbili sudjelovati u pohodu, ali su na svojim poznatim brodovima prevezli vojsku do Belerianda. U ovoj su bitci prvi put sudjelovali Morgothovi krilati Zmajevi. Valari su na koncu pobijedili i Morgotha protjerali izvan Arde. Većina Belerinada je u silini bitke potonula pod more.